# 미스 유니버스 라오스
미스 유니버스 라오스(영어: Miss Universe Laos, 라오어: ມີສຢູນີເວີສ ລາວ)은 라오스의 미인 대회이다. 미스 유니버스의 라오스 대표를 선발하는 목적으로 한다.

## 역대 우승자
| 연도   | 주/도시       | 미스 유니버스 라오스                     | 라오어          | 우승 당시의 나이 | 개최지      | 참가자 |
| ------ | ------------- | ---------------------------------------- | --------------- | ---------------- | ----------- | ------ |
| 2017년 | 참파사크 주   | 수파폰 솜비치트 (Souphaphone Somvichith) | ສຸພາພອນ ສົມວິຈິດ    | 20               | 비엔티안 시 | 10     |
| 2019년 | 볼리캄사이 주 | 비치타 폰빌라이 (Vichitta Phonevilay)    | ວິຈິດຕະ ພອນໂພນວິໄລ | 23               | 비엔티안 시 | 30     |

## 주/도시별 역대 우승 횟수
| 주/도시       | 타이틀 | 우승연도 |
| ------------- | ------ | -------- |
| 참파사크 주   | 1      | 2017년   |
| 볼리캄사이 주 | 1      | 2019년   |

## 미스 유니버스 대표 참가자
미스 유니버스 라오스 대회는 2년마다 개최되다. 대회가 아직 개최되지 않은 해에, 이전 대회의 높은 순위에 도달 한 사람들 중 하나는 미스 유니버스에서 라오스 대표로 참가한다.
- : 우승자로 선언
- : 톱3에 오르다
- : 톱5에 오르다
- : 톱10에 오르다
- : 톱20에 오르다
- : 높은 순위에 도달하지 못했지만 특별 상을 어워드하였다

| 연도   | 성/시         | 대표 참가자                              | 미스 유니버스 라오스 순위 | 수상            | 어워드                                       |
| 2019년 | 볼리캄사이 주 | 비치타 폰빌라이 (Vichitta Phonevilay)    | 미스 유니버스 라오스 2019 | TBD             | TBD                                          |
| 2018년 | 비엔티안 도   | 온아농 홈솜바트 (On-anong Homsombath)    | 2위 (2017년)              | 배치되지 않았다 | 베스트 내셔널 코스튬 (Best National Costume) |
| 2017년 | 참파사크 주   | 수파폰 솜비치트 (Souphaphone Somvichith) | 미스 유니버스 라오스 2017 | 배치되지 않았다 |                                              |

## 같이 보기
- 미스 유니버스
- 미스 유니버스 베트남
- 미스 유니버스 캄보디아